# Devisenhandel-Skandal
Als Devisenhandel-Skandal werden Vorwürfe betrügerischer Devisenkursmanipulationen bezeichnet, die im Jahr 2013 zu weltweiten Ermittlungen von Finanzmarktaufsichtsbehörden sowie zu internen Ermittlungen zahlreicher Großbanken geführt haben.

## Hintergrund
Auf dem Devisenmarkt werden weltweit täglich Werte in Höhe von etwa fünf Billionen US-Dollar gehandelt. Dieser Handel erfolgt in großem Umfang in Form von Derivaten. Der Handel ist im Vergleich zu anderen Märkten wenig reguliert. Währungskurse werden zum Beispiel von der Agentur WM/Reuters, die seit 2008 zum Konzern Thomson Reuters gehört, berechnet und bewertet. In diesem Zusammenhang werden auch Vorhersagen über die mögliche Entwicklung der Kurse erstellt.

## Vorwürfe
Devisenhändlern von zwölf Großbanken wurde vorgeworfen, durch abgesprochene Währungsgeschäfte die Kurse zu bestimmten Zeiten gezielt so manipuliert zu haben, dass die von ihnen gehaltenen Derivate ("Kurswetten") Gewinne abwarfen. Zu diesem Zweck haben sie beispielsweise vorliegende Großaufträge von Kunden gezielt zu einer bestimmten Zeit in den Markt gegeben oder sich durch Frontrunning Vorteile verschafft. Durch diese Manipulationen wurden theoretisch nicht nur die Kunden der Händler und die Emittenten der Derivate, sondern jeder andere Marktteilnehmer geschädigt, der mit Währungen handelt.
Im Juni 2013 berichtete der Nachrichtensender Bloomberg von den Manipulationspraktiken und berief sich dabei auf die Aussagen von fünf Devisenhändlern, die anonym bleiben wollten. Demnach sei es seit mehr als zehn Jahren tägliche Praxis, dass Händler durch Absprachen die Kurse der wichtigsten Währungspaare manipulierten. Große Kunden seien sich dieses Problems bereits bewusst und hielten große Währungsaufträge deshalb oft bis kurz vor 16 Uhr zurück, um dem Händler möglichst wenig Zeit zu geben, sein Wissen für eigene Manipulationen zu nutzen.

## Ermittlungen
Die britische Finanzaufsichtsbehörde FCA (Financial Conduct Authority) nahm daraufhin Ermittlungen auf. Im Sommer 2013 wurde die deutsche BaFin hinzugezogen, später auch die schweizerische Finma. Die Großbanken nahmen auch eigene Ermittlungen auf und begannen, Mails und Chatprotokolle ihrer Händler auszuwerten, um Indizien für Absprachen zu finden.

## Folgen
Zum Teil bezichtigten sich die Händler in den Chats auch selbst der Praktiken oder prahlten damit. In London wurden einige Händler von den Banken beurlaubt, auch kam es zu Entlassungen. In der Schweiz eröffnete die Bundesanwaltschaft Strafuntersuchungen gegen Einzelpersonen. Die Deutsche Bank verbot ihren Devisenhändlern als Konsequenz die Nutzung von internen Chats.
Britische und US-amerikanische Behörden verhängten im November 2014 Strafzahlungen von insgesamt 4,3 Milliarden US-Dollar über Bank of America, Citigroup, HSBC, JPMorgan Chase, Royal Bank of Scotland und UBS.